# Jeanne Bot
Jeanne Bot (Mont-Louis, 14 gennaio 1905 – Perpignano, 22 maggio 2021) è stata una supercentenaria francese vissuta 116 anni e 128 giorni.
Era al momento della sua morte la 4ª persona vivente più longeva al mondo, la 2ª in Europa e in Francia dopo all’allora 117enne Lucile Randon. Insieme ad Antônia da Santa Cruz era una delle ultime due persone ancora in vita ad essere nate nell'anno 1905. Jeanne Bot è inoltre la 23ª persona più longeva di sempre.

## Biografia
Jeanne Bot nacque nella caserma militare di Mont-Louis, non molto distante dal confine con la Spagna, nel dipartimento dei Pirenei Orientali, parte della regione dell'Occitania, dove suo padre, Louis, sottufficiale, era al tempo dislocato. Lavorò per circa 50 anni come contabile in un garage per auto a Perpignano. Non si sposò mai e non ebbe figli; secondo il nipote sarebbe stata proprio questa la chiave della sua longevità.
A 112 anni viveva ancora da sola nel proprio appartamento, nel quartiere Moulin à vent, a Perpignano, per quanto già beneficiasse dell'assistenza di un'infermiera; all'epoca riceveva le visite del nipote settantunenne ogni due o tre giorni ed era ancora in grado di spostarsi da una stanza all'altra con un deambulatore. Nel 2017 non aveva gravi problemi di salute, ma sentiva molto poco e trascorreva gran parte del proprio tempo a guardare la televisione. Conservava ancora un'ottima memoria dei tempi passati, rievocando soprattutto i cinquant'anni di lavoro.
A 114 anni, divenuta vice-decana dei francesi, aveva una salute molto deteriorata; aveva ancora molto appetito, mangiava cibi molto cotti e tritati, ma necessitava dell'assistenza continua di un'infermiera e delle cure di una domestica. La presenza del nipote è stata notevolmente incrementata. 
Il 14 gennaio 2021 celebrò i propri 116 anni. Il nipote ha affermato che le comunicazioni con Jeanne, a causa della sua scarsa capacità uditiva, erano quasi impossibili ; la donna non aveva nemmeno più la forza di leggere ciò che le veniva scritto sui fogli . Capitava che non riconoscesse il nipote, nonostante le comunicazioni con l'infermiera che l'assisteva. Jeanne Bot tendenzialmente non assunse medicinali di nessun genere: il suo stato di salute rimase complessivamente buono  fino alla morte, avvenuta il 22 maggio 2021.